# Tomaszów Mazowiecki
Tomaszów Mazowiecki (udtale [tɔˈmaʂuf mazɔˈvjɛt͡skʲi]  ( hør), Yiddish: טאָמעשעוו eller Tomashuv) er en by og kommune (Gmina) i det centrale Polen. Den ligger i voivodskabet Łódźsk (Województwo łódzkie) og har 59.388(2021) indbyggere, og et areal på 	41,3 km². Den er administrationsby i powiat (amt) Tomaszów Mazowiecki. Det er den fjerde mest folkerige by i voivodskabet og den anden med gratis offentlig transport. I Tomaszów Mazowiecki er der den første (og den eneste) helårs speedskøjtebane i Polen - Ice Arena Tomaszów Mazowiecki, som har været vært for verdensmesterskabet i hurtigløb på skøjter. Om efteråret er byen vært for den internationale Love Polish Jazz-festival, arrangeret af Ministeriet for Kultur og Nationalarv i Polen. Byen ligger på bredden af tre floder, Pilica, Wolbórka og Czarna Bielina, og er tæt på Sulejow Reservoir.

## Historie
Tomaszów Mazowiecki blev grundlagt i 1788 af grev Tomasz Adam Ostrowski, da der blev opdaget jernmalm. Ostrowski inviterede de første minearbejdere og metallurger fra den gamle polske industriregion.
Bosættelsen faldt under Polens anden deling i 1793 under den preussiske del. I 1807 blev det genvundet af polakker og inkluderet i det kortvarige Hertugdømmet Warszawa, og siden 1815 var det placeret i den Russiske Del (en). Metalindustrien blev udvidet omkring 1820. Tomaszów modtog stadsrettigheder i 1830 under novemberopstanden mod det russiske kejserrige. De første vævere kom til Tomaszów fra Zgorzelec. Den første lutherske kirke blev grundlagt i 1823.